# Heterotrypus elegans
Heterotrypus elegans är en insektsart som beskrevs av Lucien Chopard 1936. Heterotrypus elegans ingår i släktet Heterotrypus och familjen syrsor. Inga underarter finns listade i Catalogue of Life.